# هنري دي
هنري دي (بالإنجليزية: Henry Dye)‏ هو رياضياتي أمريكي، ولد في 14 فبراير 1926 في دونكيرك في الولايات المتحدة، وتوفي في 26 نوفمبر 1986.